# Lepraria yunnaniana
Lepraria yunnaniana är en lavart som först beskrevs av Hue, och fick sitt nu gällande namn av Alexander Zahlbruckner. Lepraria yunnaniana ingår i släktet Lepraria och familjen Stereocaulaceae.   Inga underarter finns listade i Catalogue of Life.